# 18 (liczba)
18 (osiemnaście) – liczba naturalna następująca po 17 i poprzedzająca 19.
Warunek podzielności przez 18 liczby zapisanej w systemie dziesiętnym to, aby była podzielna zarówno przez 2 (parzysta), jak i przez 9. Podzielność liczby przez 18 można więc sprawdzić znając tylko jej ostatnią cyfrę i sumę cyfr, np. liczba o sumie cyfr 90 kończąca się na 6 dzieli się przez osiemnaście.

## 18 w nauce
- liczba atomowa argonu
- obiekt na niebie Messier 18
- galaktyka NGC 18
- planetoida (18) Melpomene

## 18 w kulturze
Wiek 18 lat jest uważany w kulturze zachodniej za początek wieku dorosłego. Osoby, które osiągnęły ten wiek, są w wielu systemach prawnych określane jako pełnoletnie.
Liczba 18 jest w niektórych środowiskach używana jako symbol słów „Adolf Hitler”: A jest pierwszą literą alfabetu, zaś H ósmą. Symbolu 18 używają często neonazistowskie, na przykład Combat 18.